# Cantón Santa Rosa
Cantón Santa Rosa är en kanton i Ecuador.   Den ligger i provinsen El Oro, i den sydvästra delen av landet, 400 km söder om huvudstaden Quito.